# Forest Hills (Michigan)
Forest Hills is een plaats (census-designated place) in de Amerikaanse staat Michigan, en valt bestuurlijk gezien onder Kent County.

## Demografie
Bij de volkstelling in 2000 werd het aantal inwoners vastgesteld op 20.942.

## Geografie
Volgens het United States Census Bureau beslaat de plaats een oppervlakte van
131,5 km², waarvan 127,9 km² land en 3,6 km² water.

## Plaatsen in de nabije omgeving
De onderstaande figuur toont nabijgelegen plaatsen in een straal van 16 km rond Forest Hills.